# Tréveneuc
Tréveneuc är en kommun i departementet Côtes-d'Armor i regionen Bretagne i nordvästra Frankrike. Kommunen ligger i kantonen Étables-sur-Mer som tillhör arrondissementet Saint-Brieuc. År 2022 hade Tréveneuc 813 invånare.

## Befolkningsutveckling
Antalet invånare i kommunen Tréveneuc
Referens:INSEE